# Pangollamada
Pangollamada ist ein kleines Dorf in der Zentralprovinz von Sri Lanka auf einer Höhe von 553 Metern. Pangollamada liegt nördlich der Provinzhauptstadt Gampola und etwa 10 Kilometer südlich von Kandy Lake. Pangollamada hat etwa 150 Einwohner mit 43.8 Prozent männlicher 56.2 Prozent weiblicher Bevölkerung.